# Schindler listája
A Schindler listája (eredeti cím: Schindler's List) 1993-ban bemutatott fekete-fehér amerikai életrajzi filmdráma, amely Thomas Keneally Schindler bárkája című regénye alapján készült. A játékfilm rendezője Steven Spielberg, producerei Steven Spielberg, Gerald R. Molen és Branko Lustig. A forgatókönyvet Steven Zaillian írta, a zenéjét John Williams szerezte. A mozifilm az Universal Pictures és az Amblin Entertainment gyártásában készült, és ugyancsak az Universal forgalmazásában jelent meg. Műfaja filmdráma, háborús film és életrajzi film.
Amerikában 1993. december 15-én, Magyarországon 1994. március 10-én mutatták be a mozikban.
A film Oskar Schindler német üzletember történetét mutatja be, aki több mint ezer lengyel zsidó életét mentette meg a második világháború során a holokauszt alatt. A címszerepben Liam Neeson látható, Ralph Fiennes játssza Amon Göthöt, a Schutzstaffel tisztjét, és Ben Kingsley alakítja Schindler könyvelőjét, Itzhak Sternt. A film egyszerre vált kasszasikerré és hét Oscar-díj nyertesévé, köztük a legjobb film és a legjobb rendező kategóriákban. Szerepel az 1001 film, amit látnod kell, mielőtt meghalsz című könyvben is.

## Cselekmény
A film 1939-ben játszódik, amikor a németek kezdeményezésével a lengyel zsidókat a környező területekről a krakkói gettóba helyezik át röviddel a második világháború kitörése után. Eközben Oskar Schindler (Liam Neeson), német üzletember érkezik a városba, azzal az elképzeléssel, hogy a háború alatt vagyont szerez. A hadsereg által támogatott Schindler szert tesz egy gyárra, ahol étkezdei felszereléseket, zománcedényeket gyártanak. Mivel nem tudja pontosan, hogy kell egy ilyen gyárat vezetni, felvesz egy segítőt, Itzhak Sternt (Ben Kingsley), majd zsidókat kezd foglalkoztatni, megmentve ezzel őket a haláltól. Schindler az akkor a nemzetiszocialista Németországhoz tartozó cseh területre költözik és magával viszi a gyárából a zsidó munkásait, akiket pénzért vesz meg Göth-től. A hadseregnek lőszerhüvelyeket kezd gyártani, de szándékosan selejteseket. Hét hónap alatt elfogy a vagyona, de szerencsére ekkorra véget ér a háború, és a „Schindler-zsidók” megmenekülnek.

## Szereplők
| Szereplő | Színész              | Magyar hang          |
| --- | -------------------- | -------------------- |
| Oskar Schindler | Liam Neeson          | Gáti Oszkár          |
| Itzhak Stern | Ben Kingsley         | Végvári Tamás        |
| Amon Göth | Ralph Fiennes        | Forgács Péter        |
| Emilie Schindler | Caroline Goodall     | Csere Ágnes          |
| Poldek Pfefferberg | Jonathan Sagall      | Holl Nándor          |
| Helen Hirsch | Embeth Davidtz       | Györgyi Anna         |
| Victoria Klonowska | Malgoscha Gebel      | N/A                  |
| Wilek Chilowicz | Shmuel Levy          | N/A                  |
| Marcel Goldberg | Mark Ivanir          | Csonka András        |
| Ingrid | Béatrice Macola      | N/A                  |
| Julian Scherner | Andrzej Seweryn      | N/A                  |
| Rolf Czurda | Friedrich von Thun   | Kárpáti Tibor        |
| Herman Toffel | Krzysztof Luft       | N/A                  |
| Leo John | Harry Nehring        | Breyer Zoltán        |
| Albert Hujar | Norbert Weisser      | Konrád Antal         |
| Mila Pfefferberg | Adi Nitzan           | Tallós Rita          |
| Juda Dresner | Michael Schneider    | Végh Ferenc          |
| Chaja Dresner | Miri Fabian          | Hámori Ildikó        |
| Danka Dresner | Anna Mucha           | N/A                  |
| Mordecai Wulkan | Albert Misak         | N/A                  |
| Mr. Nussbaum | Michael Gordon       | Horányi László       |
| Mrs. Nussbaum | Aldona Grochal       | Tóth Judit           |
| Henry Rosner | Jacek Wójcicki       | N/A                  |
| Manci Rosner | Beata Paluch         | N/A                  |
| Leo Rosner | Piotr Polk           | N/A                  |
| Menasha Lewartow rabbi | Ezra Dagan           | N/A                  |
| Rebecca Tannenbaum | Beata Nowak          | N/A                  |
| Josef Bau | Rami Heuberger       | N/A                  |
| Befektető #1 | Leopold Kozlowski    | Komlós András        |
| Befektető #2 | Jerzy Nowak          | Kun Vilmos           |
| Chaim Nowak | Uri Avrahami         | Rudas István         |
| Nuisa Horowitz | Magdalena Dandourian | N/A                  |
| Dolek Horowitz | Pawel Delag          | N/A                  |
| Mr. Lowenstein | Henryk Bista         | N/A                  |
| Lisiek | Wojciech Klata       | N/A                  |
| Diana Reiter | Elina Löwensohn      | Báthory Orsolya      |
| Regina Perlman | Bettina Kupfer       | Schell Judit         |
| Mietek Pemper | Grzegorz Kwas        | N/A                  |
| Befektető #3 | Vili Matula          | N/A                  |
| Julius Madritsch | Hans-Jörg Assmann    | Cs. Németh Lajos     |
| Majola | Geno Lechner         | N/A                  |
| Dieter Reeder | August Schmölzer     | N/A                  |
| Josef Liepold | Ludger Pistor        | N/A                  |
| Nightclub inas | Branko Lustig        | Pataky Imre          |
| Rudolph Hoss | Hans-Michael Rehberg | Tolnai Miklós        |
| Wilhelm Kunde | Jochen Nickel        | Uri István           |
| Dr. Blancke | Andrzej Welminski    | N/A                  |
| Dr. Josef Mengele | Daniel Del Ponte     | Szabó Sipos Barnabás |
| Kunder SS-őrmester | Grzegorz Damiecki    | Mikula Sándor        |
| Clara Sternberg | Lidia Wyrobiec-Bank  | Bókai Mária          |
| Orosz tiszt | Jan Jurewicz         | N/A                  |
| További magyar hangok: Csuja Imre, Fazekas István, Koffler Gizella, Liptai Claudia, Palóczy Frigyes, Tarján Péter, Tzafetás Roland |                      |                      |

## Fontosabb díjak és jelölések
Oscar-díj (1994)
- díj: Legjobb film
- díj: Steven Spielberg (Legjobb rendező)
- díj: Janusz Kamiński (Legjobb operatőr)
- díj: Steven Zaillian (Legjobb adaptált forgatókönyv)
- díj: Ewa Braun és Allan Starski (Legjobb látványtervezés)
- díj: Michael Kahn (Legjobb vágás)
- díj: John Williams (Legjobb eredeti filmzene)
- jelölés: Liam Neeson (Legjobb férfi főszereplő)
- jelölés: Ralph Fiennes (Legjobb férfi mellékszereplő)
- jelölés: Anna B. Sheppard (legjobb kosztümtervező)
- jelölés: (legjobb smink)
- jelölés: (legjobb hang)

Golden Globe-díj (1994)
- díj: Legjobb film – drámai kategória
- díj: Steven Spielberg (Legjobb rendező)
- díj: Steven Zaillian (Legjobb forgatókönyv)
- jelölés: Ralph Fiennes (Legjobb férfi mellékszereplő)
- jelölés: John Williams (Legjobb filmzene)
- jelölés: Liam Neeson (Legjobb színész – drámai kategória)

BAFTA-díj (1994)
- díj: legjobb film
- díj: Steven Spielberg (legjobb rendező (David Lean-díj:))
- díj: Steven Zaillian (legjobb adaptált forgatókönyv)
- díj: Ralph Fiennes (legjobb férfi mellékszereplő)
- díj: John Williams (legjobb eredeti filmzene)
- díj: Janusz Kamiński (legjobb operatőr)
- díj: Michael Kahn (legjobb vágás)
- jelölés: Liam Neeson (legjobb színész)
- jelölés: Ben Kingsley (legjobb férfi mellékszereplő)
- jelölés: Anna B. Sheppard (legjobb kosztümtervező)
- jelölés: Allan Starski (legjobb díszlettervező)
- jelölés: (legjobb smink)
- jelölés: (legjobb hang)